# Mohammad Zaki
Mohammad Zaki (né en 1980 en Afghanistan) est un footballeur afghan.